# HMS Grenville (H03)
La HMS Grenville (Pennant number H03), terza nave da guerra britannica a portare questo nome in onore di Richard Grenville (1542–1591), è stata un cacciatorpediniere classe G della Royal Navy. Costruita nei cantieri Yarrow di Glasgow, venne impostata il 29 settembre 1934, varata il 15 agosto 1935 ed entrò in servizio il 1º luglio 1936. Progettato per servire come capoflottiglia, venne costruito in base ad un progetto leggermente più ampio e dotato di maggiore armamento rispetto agli altri cacciatorpediniere della classe.

## Servizio
Al momento dell'ingresso in servizio venne assegnata alla Mediterranean Fleet, dove rimase fino allo scoppio della seconda guerra mondiale nel settembre 1939. Dall'inizio del conflitto venne impiegata in pattugliamenti anticontrabbando nel Mediterraneo, venendo poi trasferita in patria insieme alla flottiglia con compiti antisommergibile dal 22 ottobre. Nei primi giorni di novembre partecipò a due infruttuose cacce a sommergibili nemici, venendo poi gravemente danneggiata il 7 novembre in una collisione con il cacciatorpediniere Grenade a Plymouth. Una sala caldaie venne inondata e il giorno successivo l'unità entrò in cantiere a Devonport per riparazioni.
Tornata in servizio il 3 dicembre, raggiunge la flottiglia ad Harwich, con compiti di pattuglia e difesa costiera. Il 15 gennaio 1940 effettuò un pattugliamento per intercettare le navi mercantili in viaggio tra Paesi Bassi e Germania, spinte al largo dal maltempo. Durante il ritorno da una missione simile, il 19 gennaio, colpì una mina circa 23 miglia al largo della nave-faro di Kentish Knock. Nell'esplosione e nel successivo affondamento morirono 77 uomini dell'equipaggio.